# Ernst Schmid (Verwaltungsbeamter)
Ernst Schmid (* 2. Mai 1894 in Herbertingen; † 13. Juni 1956) war ein deutscher Verwaltungsjurist und Ministerialbeamter. Er war zwischen April 1952 und seinem Tod erster Präsident des neu gegründeten Bundesaufsichtsamts für das Versicherungswesen.

## Werdegang
Schmid studierte von 1912 bis 1919 evangelische Theologie und Rechtswissenschaft en in Tübingen und legte 1922 die Große juristische Staatsprüfung ab. Seit dem Wintersemester 1912/13 war er Mitglied der Studentenverbindung Lichtenstein Tübingen. 1921 wurde er mit einer Dissertation über das Polizeirecht des freien Volksstaats Württemberg promoviert. Von 1922 bis 1926 arbeitete er als Referendar beim Reichsausgleichsamt in Stuttgart und Berlin. Anschließend war er über 30 Jahre für das in der Reichshauptstadt Berlin sitzende Reichsaufsichtsamt für Privatversicherung tätig. Zunächst war er dort Referendar, später Generalreferendar und Abteilungsleiter. 1928 wurde er zum Regierungs- und 1934 zum Oberregierungsrat ernannt. 1940 übernahm er die Position des Vizepräsidenten des Reichsaufsichtsamtes.
Nachdem es 1943 im Zuge der Zentralisierungen, um die Aufsicht über die vormals von den Ländern überwachten privaten Versicherungsunternehmen sowie zudem die Fachaufsicht über die öffentlich-rechtlichen Versicherungsanstalten erweitert, in Reichsaufsichtsamt für das Versicherungswesen umbenannt worden war, endete mit dem Zusammenbruch des Deutschen Reiches die Tätigkeit. In den Besatzungszonen entwickelten sich nach dem Zweiten Weltkrieg unterschiedliche dezentralisierte Aufsichtsbehörden. Im Gegensatz zur amerikanischen und französischen Besatzungszone entstand in der britischen Besatzungszone mit dem in Hamburg sitzenden Zonenamt des Reichsaufsichtsamtes für das Versicherungswesen im März 1946 dabei eine länderübergreifende Behörde, bei dem Schmid in der Folge unter anderem an der Seite von Berthold Beitz als Vizepräsident unter Amtsleiter Walter Härle seine Tätigkeit in der Versicherungsaufsicht fortsetzte. Mit Wirkung zum 1. Januar 1947 wurden die britische und amerikanische Besatzungszone zum Vereinigten Wirtschaftsgebiet, der sogenannten „Bizone“ zusammengelegt, und in diesem Zusammenhang sollte die Behörde abgewickelt und die Zuständigkeiten in der Versicherungsaufsicht auf die einzelnen Länder übertragen werden.
1949 rückte Schmid zum Präsidenten der nun Zonenamt des Reichsaufsichtsamtes für das Versicherungswesen in Abwicklung bezeichneten Behörde auf, die jedoch aufgrund eines Beschlusses der Länder vom 28. Juni 1949 weiterhin für die übergreifende Versicherungsaufsicht zuständig blieb. Nach zunächst andauernden Diskussionen über den Umfang der Zuständigkeiten und den Standort der Aufsichtsbehörde nahm das Bundesaufsichtsamt für das Versicherungswesen im April 1952 mit Schmid als erstem Bundesbehördenleiter seine Arbeit in Berlin auf. In der Folge leitete er den stufenweisen Umzug der Behörde in die vormaligen Gebäude des Reichsaufsichtsamts für das Versicherungswesen, zudem verfasste er Beiträge in Zeitschriften und Festschriften über Rolle und Aufgaben der Versicherungsaufsichtsbehörde.
Im Juni 1956 starb Schmid „nach kurzer schwerer Krankheit“, ihm folgte sein bisheriger Stellvertreter Ernst Fritz an der Spitze des Bundesaufsichtsamts für das Versicherungswesen.
Ernst Schmid war verheiratet mit Hertha Martha Schmid, geb. Neumann.